# Sikorsky S-97 Raider
El Sikorsky S-97 Raider es un girodino de reconocimiento y ataque de alta velocidad basado en el Advancing Blade Concept (ABC) con un sistema de rotores coaxiales  en desarrollo por la compañía Sikorsky Aircraft. Se planea en ofrecérselo al ejército estadounidense por el programa Armed Aerial Scout, que reemplaza al OH-58 Kiowa, así como otros posibles usos.
El Sikorsky S-97 hizo su vuelo inaugural el 22 de mayo de 2015.